# Cetonurus
A Cetonurus a sugarasúszójú halak (Actinopterygii) osztályának a tőkehalalakúak (Gadiformes) rendjébe, ezen belül a hosszúfarkú halak (Macrouridae) családjába tartozó nem.

## Rendszerezés
A nembe az alábbi 2 faj tartozik:
- Cetonurus crassiceps (Günther, 1878) - típusfaj
- Cetonurus globiceps (Vaillant, 1884)